# Arion Banki
Arion banki hf. er en islandsk bank. Den blev etableret i 2008 på aktiver fra Kaupthing Bank, der blev ramt af finanskrisen i 2008.
Arion banki driver kun bankforretning på Island, hvor 24 kontorer og over 100.000 kunder gør den til landets største bank.